# Individuell utvecklingsplan
Individuell utvecklingsplan, IUP. Från 1 januari 2006 har förordningen för grundskolan, särskolan och specialskolan fått ett tillägg, som säger " Vid utvecklingssamtalet skall läraren i en framåtsyftande individuell utvecklingsplan skriftligt sammanfatta vilka insatser som behövs för att eleven skall nå målen och i övrigt utvecklas så långt som möjligt inom ramen för läroplanen och kursplanerna. IUP är kontinuerliga bedömningstillfällen där läraren har stort utrymme att beskriva hur eleverna ska förflytta sig från a till b. En tumregel för IUP: var eleven är nu, var eleven ska (målen), och hur eleven ska komma dit. " Den nya skollagen som gäller från 1 juli 2011 har utformats utifrån detta.
Den individuella utvecklingsplanens syfte är att
- ge eleven ökad kunskap om och inflytande över det egna lärandet och den egna utvecklingen
- ge eleven ökad möjlighet att ta ansvar för och påverka sina studier
- konkret beskriva vilka insatser som bör vidtas för att eleven ska utvecklas i riktning mot målen
- stärka elevens och vårdnadshavarens delaktighet i den individuella planeringen
- skapa kontinuitet vid byten av lärare, grupp och skola.

En individuell utvecklingsplan kan användas som pedagogiskt redskap för att eleven i större utsträckning skall kunna:
- se sin egen utveckling
- öka deltagandet i skolan (inte bara fysiskt utan även mentalt)
- se relevansstrukturer

En IUP blir en allmän handling när den överlämnas till elev och målsman. Innan en IUP kan lämnas ut under offentlighetsprincipen måste sedvanlig sekretessprövning ske. Avsikten är att IUP inte ska innehålla känsliga uppgifter.